# Режисьор
Режисьорът е човек, който наставлява и организира работата по артистичните и драматичните страни при създаването на театрална постановка, филм или друго сценично представление.
Ролята му обикновено включва определяне на цялостната визия на филма, ръководене на съдържанието и развитието на сюжета, управление на играта на актьорите (поставяне в различни позиции, изискване на определена емоция), избор и организация на местата, където ще бъде заснет филмът, определяне на технически детайли като позиция на камерите, използване на осветление, дължина и съдържание на музиката към филма (т. нар. саундтрак), както и всякаква друга дейност, свързана с реализиране на художественото виждане на режисьора за филма.
На практика много от тези дейност режисьорът прехвърля на своя екип. Например режисьорът би могъл просто да опише настроението, което очаква от дадена сцена, а да остави на своите подчинени задачите по осъществяването му.
Много режисьори, но не всички, са от своя страна подчинени на филмовото студио или продуцента. Това е особено вярно за периода на т. нар. „Златна ера“ на Холивуд от 1930-те до 1950-те години, когато студията разполагат със собствени режисьори, актьори и сценаристи на договор.
Голям брой режисьори внасят свой специфичен стил и художествено виждане във филмите си. Методите варират от определяне на основен сюжет и оставяне актьорите да импровизират (Робърт Олтман, Кристофър Гест) до контролиране на всеки аспект от работата и изискване на строго спазване на инструкциите (Алфред Хичкок, Чарли Чаплин, Стенли Кубрик). Някои режисьори пишат и сценариите към филмите си, например Джеймс Камерън, Франк Дарабонт и Куентин Тарантино, докато други разчитат на дългогодишни партньори-сценаристи за работата по сюжета на филма. Не на последно място, някои режисьори понякога участват като актьори в собствените си произведения, най-известните сред които – Орсън Уелс, Уди Алън, Клинт Истуд и Мел Брукс.
Много често се налага режисьорът да се съобразява с изискванията на продуцента, който отговаря за нехудожествената страна на даден филм, като финансиране, маркетинг и сключване на договори.